# Дорожный Крутец
Доро́жный Круте́ц — деревня в Грязовецком районе Вологодской области России.
Входит в состав Перцевского муниципального образования, с точки зрения административно-территориального деления — в Перцевский сельсовет.
Расстояние по автодороге до районного центра Грязовца — 16 км, до центра муниципального образования Слободы — 6 км. Ближайшие населённые пункты — Кроплево, Чернава, Становищево, Голубково, Сторонний Крутец.
По данным переписи в 2002 году постоянного населения не было.